# (74297) 1998 SZ147
(74297) 1998 SZ147 – planetoida z pasa głównego asteroid okrążająca Słońce w ciągu 4,68 lat w średniej odległości 2,8 j.a. Odkryta 20 września 1998 roku.